# São Filipe (Cap Verd)
|  | Per a altres significats, vegeu «São Filipe». |

São Filipe és un concelho (municipi) de Cap Verd. Situat a l'oest de l'illa de Fogo, cobreix el 49% de l'àrea de l'illa, i aplega el 60% de la població. La seva és la vila de São Filipe.

## Geografia
São Filipe està vinculat amb una autopista que envolta a gairebé tota l'illa de Fogo, però és inaccessible cap a l'est per petits estrets. Hi ha una petita carretera a Muntanya Fogo. Cobreix la majoria de granges de la zona en l'oest, el centre i el sud, el paisatge rocós amb alguns arbustos i pasturatges de la muntanya Fogo es troba cap a l'est. La seva principal indústria és l'agrícola, seguida pel turisme i altres indústries en petites quantitats. La població es compon de zones rurals i algunes escasses zones urbanes. És un dels municipis menys avançats, la taxa d'alfabetització és feblement alta. Molts pobles estan en l'oest i el sud i la majoria de les àrees fèrtils de l'illa es troben en aquesta zona perquè és menys baixa.

## Subdivisions
El municipi és format per dues freguesias (parròquies civils):
- São Lourenço
- Nossa Senhora da Conceição

Les principals localitats són São Filipe (8.122 hab.), Ponta Verde (1.072 hab.), Galinheiro (877 hab.), Patim (876 hab.), Campanas Baixo (783 hab.), Monte Grande (743 hab.), Lomba (731 hab.), São Jorge (635 hab.), Velho Manuel (604 hab.), Ribeira Filipe (548 hab.), Santo António (530 hab.), Inhuco (517 hab.).

## Història
Fou creat en 1991, quan es va dividir en dos l'antic municipi de Fogo per crear el municipi de Mosteiros amb la part nord-est i el de São Filipe amb la part sud-oest. En 2005 se li'n va separar una parròquia oriental per crear el nou municipi de Santa Catarina do Fogo.

## Demografia
| Població de São Filipe, Cap Verd (municipi) (1940—2010) | Població de São Filipe, Cap Verd (municipi) (1940—2010) | Població de São Filipe, Cap Verd (municipi) (1940—2010) | Població de São Filipe, Cap Verd (municipi) (1940—2010) | Població de São Filipe, Cap Verd (municipi) (1940—2010) | Població de São Filipe, Cap Verd (municipi) (1940—2010) | Població de São Filipe, Cap Verd (municipi) (1940—2010) | Població de São Filipe, Cap Verd (municipi) (1940—2010) |
| ------------------------------------------------------- | ------------------------------------------------------- | ------------------------------------------------------- | ------------------------------------------------------- | ------------------------------------------------------- | ------------------------------------------------------- | ------------------------------------------------------- | ------------------------------------------------------- |
| 1940                                                    | 1950                                                    | 1960                                                    | 1970                                                    | 1980                                                    | 1990                                                    | 2000                                                    | 2010                                                    |
| 23.022                                                  | 17.582                                                  | 25.615                                                  | 29.412                                                  | 30.978                                                  | 25.571                                                  | 27.886                                                  | 22.227                                                  |

## Política
El Moviment per la Democràcia és el partit governant del municipi quan guanyà el 61,6% a les últimes eleccions.

### Assemblea Municipal
|                            | 2004 % | 2004 escons | 2008 % | 2008 escons | 2012 % | 2012 escons |
| -------------------------- | ------ | ----------- | ------ | ----------- | ------ | ----------- |
| PAICV                      | 43.84  | 7           | 28.8   | -           | 36.7   | 6           |
| Moviment per la Democràcia | 56.16  | 10          | 66     | -           | none   | none        |
| GIASF                      | cap    | cap         | cap    | cap         | 34.4   | 6           |
| GIUSD                      | cap    | cap         | cap    | cap         | 27.7   | 5           |

### Municipalitat
|                            | 2004 %    | 2004 escons | 2008 %    | 2008 escons | 2012 % | 2012 escons |
| -------------------------- | --------- | ----------- | --------- | ----------- | ------ | ----------- |
| Moviment per la Democràcia | 43.1      | 0           | 49.0      | 9           | 61.6   | 9           |
| PAICV                      | 52.05     | 9           | 47.6      | 0           | 34.3   | 0           |
| UCID                       | 0.5       | 0           | 0.9       | 0.          | 2.1    | 0           |
| GIASF                      | cap       | cap         | cap       | cap         | 33.6   | 2           |
| GIUSD                      | cap\|27.9 | cap\|27.9   | cap\|27.9 | cap\|27.9   | 2      |             |

## Agermanaments
- Cinfães
- Espinho
- Esposende
- Matosinhos
- Moimenta da Beira
- Montijo
- Ourém
- Palmela
- Sesimbra
- Viseu
- Vouzela